# Chiesa di Santa Maria Assunta (Bologna, Casaglia)
La chiesa di Santa Maria Assunta è la parrocchiale di Casaglia, frazione di Bologna, in città metropolitana ed arcidiocesi di Bologna; fa parte del vicariato di Bologna Ovest.

## Storia
Probabilmente già nel X secolo a Casaglia esisteva una chiesetta, anche se la prima menzione che ne attesta la presenza è da ricercare in un documento del 1240, grazie al quale si sa che tale cappella era retta dai monaci provenienti dalla chiesa di San Procolo.
Nel 1410 la facciata dell'edificio venne ricostruita e sempre in quell'anno risultava che una metà del giuspatronato della chiesa apparteneva ai suddetti monaci, mentre l'altra metà agli abitanti del borgo, i quali avevano contribuito al rifacimento della chiesa.
Nel 1570 la chiesa passò sotto l'influenza della pieve di Roncrio, per poi entrare a far parte negli ultimi anni del XVI secolo della circoscrizione plebanale di Paderno; un ulteriore cambiamento si ebbe nel 1654, allorché la chiesa fu posta alle dipendenze della pieve di Gaibola.
Nel 1749 iniziarono grazie all'interessamento del vicario foraneo di Gaibola don Luca Masi e su progetto di Alfonso Torreggiani i lavori di costruzione dell'attuale parrocchiale; il nuovo edificio, realizzato utilizzando anche blocchi di pietra provenienti da un antico acquedotto che portava dagli Appennini a Bologna, fu ultimato nel 1751.
Nella seconda metà del Settecento la struttura dovette essere completamente restaurata a causa di alcuni cedimenti.
Nel 1839 venne eretto per volere dell'allora parroco don Sebastiano Berti il campanile, dotato nel 1844 del concerto di campane.
Tra il 1919 e il 1920 furono costruite due cappelle laterali e tra il 2001 e il 2002 l'intera chiesa venne consolidata e ristrutturata su disegno dell'ingegner Antonio Raffagli e dell'architetto Alessandro Marata.

## Descrizione
La facciata della chiesa, che è a capanna, presenta ai lati due lesene sorreggenti la trabeazione e il timpano dotato di cornice aggettante e al centro il portale, sovrastato da una finestra caratterizzata dall'arco ribassato.
L'interno è ad un'unica navata, sulla quale s'affacciano le quattro cappelle laterali, due per lato; le pareti sono scandite da lesene che sorreggono la trabeazione. L'aula termina con il presbiterio, rialzato d'un gradino ed introdotto dall'arco santo impostato su due colonne libere.
Opere di pregio qui conservate sono la statua avente come soggetto la Madonna del Rosario, realizzata da Gaetano Raimondi e posta sull'omonimo altare, e quella raffigurante i Santi Rocco e Sebastiano, collocata sull'altare intitolato ai due santi.